# Flagged Revisions
Flagged Revisions, còn được gọi là FlaggedRevs, là một tiện ích mở rộng của MediaWiki phần mềm cho phép kiểm duyệt các bản sửa đổi đến các trang wiki. Tiện ích được phát triển bởi Wikimedia Foundation để sử dụng trên Wikipedia và các wiki tương tự được lưu trữ trên máy chủ của Wikimedia. Thuật ngữ này đôi khi cũng được sử dụng cho các chính sách biên tập liên quan đến hoạt động của tiện ích mở rộng đó khi hoạt động.

## Chi tiết
"Flagged Revisions" ban đầu là một quy định biên tập đã được lên kế hoạch của Wikipedia tiếng Anh nhằm mục đích "áp đặt một lớp kiểm duyệt biên tập đối với các bài viết về người còn sống". Nhà sáng lập Jimmy Wales, ban đầu thúc giục Wikipedia áp dụng chính sách này vào tháng 1 năm 2009 sau khi các bài viết về Robert Byrd và Ted Kennedy đều bị phá hoại để tuyên bố rằng họ đã chết. Flagged Revisions được công bố vào tháng 8 năm 2009, sau một cuộc thăm dò cho thấy 80% người dùng ủng hộ nó. Nó cung cấp cho "các biên tập viên có kinh nghiệm" để phê duyệt các thay đổi đối với một số bài viết. Nó đã được sử dụng trong Wikipedia tiếng Đức, nơi mà tất cả các bài viết phải tuân theo chính sách này. Tại Wikipedia tiếng Anh, một cuọc thử nghiệm ban đầu kéo dài hai tháng đã diễn ra vào năm 2010. Đã từng có khả năng tất cả các bài viết sẽ được bao phủ bởi tính năng này trong tương lai giống như trong Wikipedia tiếng Đức. The New York Times nhận xét rằng chính sách mới chia người dùng Wikipedia thành hai hạng: "biên tập viên có kinh nghiệm, đáng tin cậy và những người khác—làm thay đổi quan niệm ngầm của Wikipedia rằng mọi người đều có quyền bình đẳng trong việc chỉnh sửa các mục". Brennon Slattery của PCWorld báo cáo rằng "một số blogger" coi những thay đổi đã thông báo là "sự thất bại" của triết lý đằng sau Wikipedia. Theo chủ tịch hội đồng quản trị Wikimedia Foundation vào thời điểm đó, với chính sách này, sẽ có ít sự khoan dung hơn đối với các bài viết "không chính xác hoặc giả mạo". Tính năng này dựa trên một tiện ích mở rộng cho phần mềm MediaWiki ngăn không cho những thay đổi gần đây đối với các bài viết wiki hiển thị cho tất cả người đọc cho đến khi chúng được các biên tập viên có quyền đặc biệt phê duyệt.
Vào ngày 14 tháng 6 năm 2010, Wikipedia tiếng Anh bắt đầu thử nghiệm 2 tháng một tính năng tương tự được gọi là các thay đổi đang chờ. Sau một cuộc thảo luận giữa các biên tập viên Wikipedia tiếng Anh vào tháng 5 năm 2011, tính năng này ban đầu đã bị loại bỏ khỏi tất cả các bài viết,  nhưng trong một cuộc thảo luận năm 2012, một sự đồng thuận đã quyết định sẽ triển khai tính năng này.